# Leea congesta
Leea congesta là một loài thực vật hai lá mầm trong họ Nho. Loài này được Elmer miêu tả khoa học đầu tiên năm 1908.